# Мезза
Вячеслав Владиславович Воронцов (13 августа, 1987, Тазовский, Ямало-Ненецкий автономный округ, РСФСР, СССР), наиболее известный под сценическим псевдонимом Мезза (англ. Mezza), — российский рэпер и автор-исполнитель.

## Биография
Родился 13 августа 1987 года в посёлке Тазовский Ямало-Ненецкого автономного округа.
С юнного возраста интересовался музыкой. В 2007 году выпустил свой дебютный альбом под названием «1000 & Spliff», а последующей работой стал совместный микстейп при участии рэпера Hell Razah. Позже в 2009 году, после знакомства с Dj Nik One, выпустил микстейп «Looney Tunez», на котором приняли участия такие рэперы, как МС Молодой, Le Truk, 5 Плюх, Hell Razah из Wu-Fam. После записи совместного микстейпа с Dj Nik One, рэпер Мезза становится на некоторое время участником Хип-хоп объединения «Fuck You Pay Me». В 2010 году выходит альбом «Звёзда трущёб», на следующий год выходит альбом «Во все тяжкие» (2011), в 2012 году выпускает альбом «Язва», на который вскоре выходит рецензия от Андрея Никитина на Rap.ru. В 2013 году появляется альбом «Выдох в город», в 2014 — «Мокба». В 2016 году выходят сразу 4 альбома: «Лидер новой школы», выпущенный под псевдонимом Мезза Ароновский, который был рецензирован на портале The Flow, «Скорсеззе» (Мезза), «M4» (Мезза) и «Л. Н. Ш» от псевдонима Ароновский. В 2017 году выходит альбом «Парадиз» и «Цунами Mekachi» (при уч. Саши Чест), который спродюсировал Capella, затем в 2019 году выходит  альбом рэпера «Spas na Krovi». В 2020 выпускает альбом «Ванхана», в 2021 году возвращается с новым альбомом «Трипленд», а на следующий 2022 год выпускает альбом «Спаси Бог» и «Оазис». В 2024 году выпустил альбом под названием «Traphouse5*», на котором присутствовали такие исполнители, как Смоки Мо, Creem и Словетский.

## Личная жизнь
- В 2017 году стало известно, что у рэпера появились отношения с актрисой Александрой Бортич и лишь после развода появилась информация о том, что они были в браке[35][36][37].

## Дискография
- 2007 — «1000 & Spliff»
- ? — (при уч. Hell Razah) — микстейп
- 2009 — «Looney Tunez»
- 2010 — «Звезда трущёб»
- 2011 — «Во все тяжкие»
- 2012 — «Язва»
- 2013 — «Выдох в город»
- 2014 — «Мокба»
- 2016 — «Лидер новой школы»
- 2016 — «Скорсеззе»
- 2016 — «M4»
- 2016 — «Л.Н.Ш.»
- 2017 — «Парадиз»
- 2019 — «Spas na Krovi»
- 2020 — «Ванхана»
- 2021 — «Трипленд»
- 2022 — «Спаси Бог»
- 2022 — «Оазис»
- 2024 — «Traphouse5*»

## Рецензии
- В 2012 году после выхода альбома «Язва», он был рецензирован на портале Rap.ru Андреем Никитиным[17].
- В 2016 году был выпущен альбом «Лидер новой школы» от псевдонима Мезза Ароновский, который был рецензирован на портале The Flow Андреем Недашковским[22].

## Критика
- «Московский рэпер Мезза хоть и снимает клипы где-то за три часовых пояса отсюда, но его рэп родом из тех же трущоб и хрущоб. При этом он вообще не старается настроиться на одну волну с их обитателями», говорится в рецензии альбома «Язва» Андреем Никитиным[17].